# Zweibrückenské falckrabství
Zweibrückenské falckrabství (francouzsky Palatinat-Deux-Ponts, německy Pfalz-Zweibrücken) byl drobný německý stát Svaté říše římské v letech 1459–1795 s plným právem účasti na říšském sněmu. Hlavním městem byl Zweibrücken. Vládnoucí dynastie byla jednou z větví dynastie Wittelsbachů a v letech 1654–1720 byla také vládnoucí dynastií ve Švédsku. Roku 1795 bylo falckrabství anektováno Francouzi.